# Pseudostegophilus
Pseudostegophilus är ett släkte av fiskar. Pseudostegophilus ingår i familjen Trichomycteridae.
Kladogram enligt Catalogue of Life:
| Pseudostegophilus | \| \| Pseudostegophilus haemomyzon \| \| \| \| \| \| Pseudostegophilus nemurus \| \| \| \| |
|                   | \| \| Pseudostegophilus haemomyzon \| \| \| \| \| \| Pseudostegophilus nemurus \| \| \| \| |
|                   | Pseudostegophilus haemomyzon                                                               |
|                   |                                                                                            |
|                   | Pseudostegophilus nemurus                                                                  |
|                   |                                                                                            |